# 横尾 (松本市)

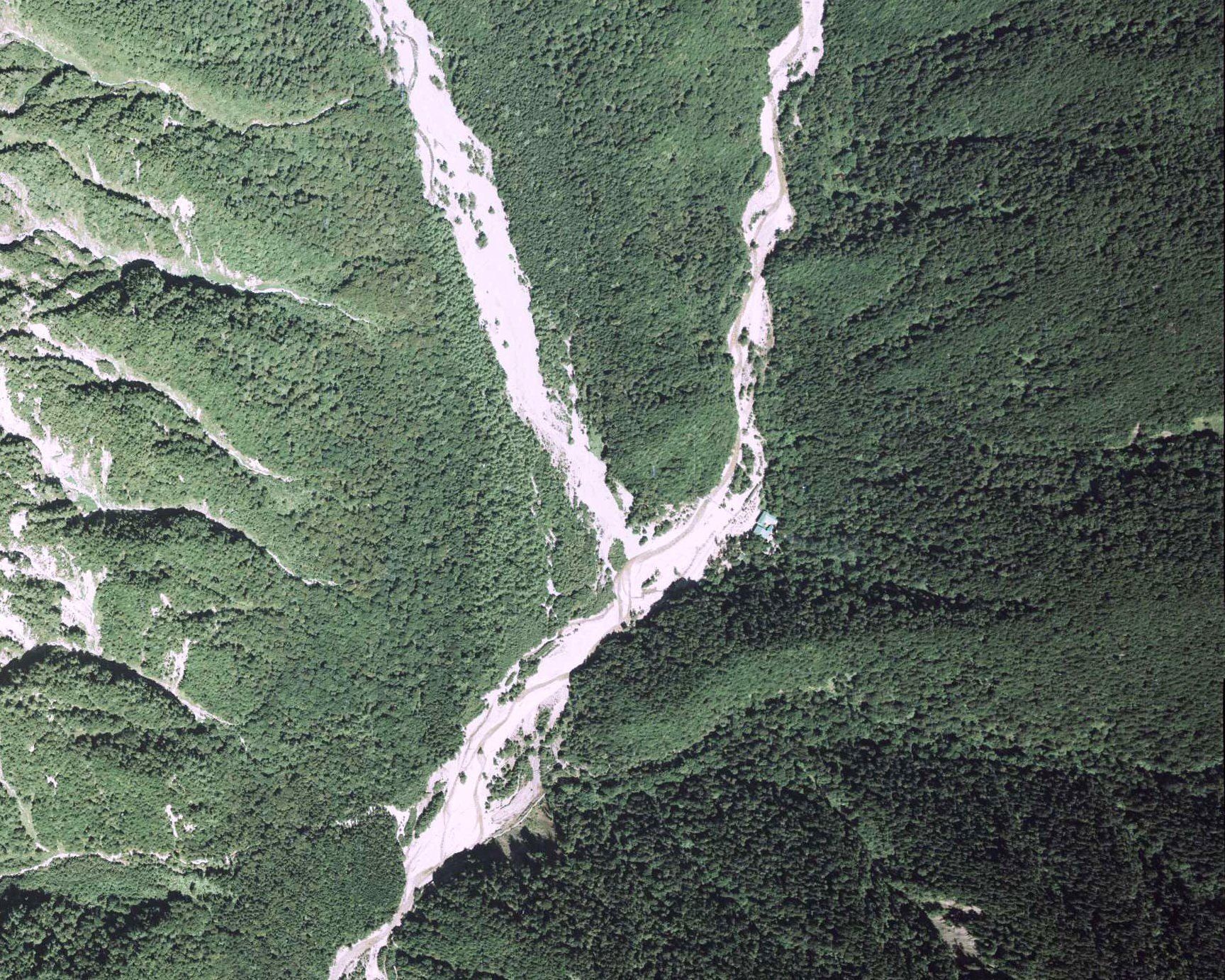
横尾周辺の空中写真。
1977年9月18日撮影。。

横尾（よこお）は、長野県松本市安曇上高地の地区名。

## 概要
堆積平野で、中の湯や沢渡の方から見て上高地の最深部であり、かつては氷河があったとされる。眼前に屏風岩を望む。
ここからは、尾根を急登して蝶ヶ岳（所要時間約3時間半）、涸沢を経て穂高連峰（所要時間約3時間）、槍沢を経て槍ヶ岳（所要時間約6時間）の、各方面への登山道が整備されている。
山小屋「横尾山荘」があり、工事用車両・山小屋事業車両の通行できる道はあるが、バス・タクシー・一般車などは乗り入れることができない。
そのため、当地は日本郵便から交通困難地の指定を受けており、地外から当地宛に郵便物を送付することは出来ない。
また周囲が山岳地のため携帯電話の電波は到達しにくいが、auは蝶ヶ岳ヒュッテのアンテナを前穂高岳の屏風岩に向けて電波を発射し、山岳反射させる手法で横尾山荘周辺を通話可能区域としている。

## 山小屋
- 横尾山荘

## 交通アクセス
- 上高地バスターミナル - 明神 - 徳沢 - 横尾

上高地から徒歩約3時間、徳沢から徒歩約1時間。